# Die Komiker
Die Komiker war eine bayerische Comedyserie, ursprünglich von Regisseur Helmut Milz, die von 1998 bis 2016 in Deutschland gedreht wurde. Es handelte sich dabei um eine Sketch-Show in bairischem Dialekt. Die Besetzung wechselte im Laufe der Jahre mehrmals, bestehend jeweils aus mindestens vier Mitgliedern. Die halbstündige Sendung wurde jeweils am Freitagabend nach 22 Uhr im BR Fernsehen ausgestrahlt. Im Februar 2015 wurde bereits die hundertste Folge gezeigt. 2016 wurde die letzte Staffel mit acht neuen Folgen von Die Komiker ausgestrahlt. Danach wurde die Sendung nach 18 Jahren vom BR sang- und klanglos eingestellt. In den darauffolgenden Jahren wurden lediglich gelegentlich noch Best-Of-Folgen unter dem Titel Die besten Sketche gezeigt.

## Besetzung
Die Komiker setzten sich zuletzt aus folgenden Kabarettisten und Comedians zusammen:
- Eva Mähl (1998–2016)
- Constanze Lindner (2009–2016)
- Florian Simbeck (2012–2016)
- Uli Bauer (2015–2016)

In früheren Sendungen waren die folgenden Komiker Teil des Ensembles:
- Andreas Giebel (1998–2003)
- Günter Grünwald (1998–2003)
- Christian Springer (1998–2014)
- Michael Altinger (2000–2011)
- Sabrina White (2002)
- Monika Gruber (2003–2009)

## Sketch-Serien
Die Folgen von Die Komiker bestehen aus Sketchen in bairischem Dialekt. Einige dieser Sketche wurden dabei vor Publikum mit Kulissen in den BR-Studios aufgezeichnet, andere an realen Schauplätzen. Oftmals wurden dabei auch die volkstümliche Musik sowie Musicals parodiert.
Die Komiker griffen in ihren Folgen dabei auch auf einige Sketch-Serien zurück, die es regelmäßig zu sehen gab:
- Altbayerisch für Einsteiger:

Michael Altinger, Christian Springer, Günter Grünwald, Andreas Giebel, Constanze Lindner und Monika Gruber spielen eine kleine Szene auf bairisch, während Eva Mähl mal mehr mal weniger souverän und häufig mit sehr freien Interpretationen versucht, diese für das Publikum ins Hochdeutsche zu übersetzen (siehe auch hier).
- Cordula Brödtke:

Eine Frau mit auffälliger Brille und Zahnspange (gespielt von Constanze Lindner), die immer an ihre Mitmenschen denkt, aber selten von diesen bedacht wird.
- Das Kofler Horn:

Michael Altinger und Christian Springer zelebrieren enthusiastisch und im Stil alter Luis-Trenker-Filme wiederholt die Erstbesteigung des Berges „Kofler Horn“.
- Der Hundertjährige Kalender:

Michael Altinger spielt einen vollbärtigen Greis, der hundert Jahre alt ist, und als „Kalender“ das Wetter voraussagt.
- Der Schleimer:

Günter Grünwald kommt in das Büro seines Chefs (gespielt von Andreas Giebel) und will diesem ordentlich die Meinung sagen, ändert aber dann seine Meinung und läuft beim Hinausgehen jedes Mal gegen die Wand.
- Der Sicherheitsexperte:

Als zerstreuter Sicherheitsbeamter erklärt Michael Altinger den Fernsehzuschauern, welche gefährlichen Dinge man niemals tun sollte. Dabei fällt es ihm schwer, vollständige Sätze zu bilden und Fremdwörter korrekt auszusprechen.
- Die Oma:

Constanze Lindner spielt eine Bilderbuch-Oma, die gütig, geduldig und zum Knuddeln ist.
- Die Organe:

Die Komiker verkörpern verschiedene menschliche Organe innerhalb eines Körpers, die miteinander kommunizieren und gleichzeitig ihre „Arbeit“ tun.
- Die Politikerin:

Eva Mähl schlüpft in der Rolle einer jungen, dynamischen Politikerin, die ehrgeizig ist, aber in sämtliche Fettnäpfchen tritt.
- Hansi Hinterfinger:

Hier parodiert Florian Simbeck den Tiroler Volksmusik-Star Hansi Hinterseer.
- Komik Air:

Die Komiker spielen Szenen, die sich in einem Flugzeug abspielen.
- Madame Futura:

Constanze Lindner verkörpert eine Wahrsagerin, die mittels Kartenlesen und Glaskugel die Zukunft ihrer Kunden vorhersagt, jedoch abhängig vom Bargeld der Kunden ihre Vorhersehungen ändert.
- Schmalzheini:

Michael Altinger verkörpert einen bekannten Volksmusikanten, der mit seinem klischeetriefenden Liedgut seine Mitmenschen in den Wahnsinn treibt. Unterstützt und begleitet wird er dabei von seiner Band Die Schmalzheinis (gespielt von den anderen Komikern).
- Sepp Rotzlätschnbene:

Michael Altinger spielt hier die Rolle eines bekannten Volksmusikanten, der oft auf das Publikum zugeht und dieses mit sinnfrei-lustigen Liedtexten unterhält.
- Susi freut sich:

Eva Mähl spielt die Rolle der Susi, die sich über diversen Müll freut und damit ihre Wohnung „verschönert“.
- Traudl & Christl:

Constanze Lindner und Eva Mähl spielen zwei Eier legende Hennen.

## Altbayerisch für Einsteiger
Die Sketch-Serie Altbayerisch für Einsteiger, welche bis 2011 regelmäßig gezeigt wurde, war so erfolgreich, dass dazu auch eine eigene DVD produziert wurde, die ausschließlich Sketche dieser Serie enthält, auch ein Buch zu dieser Rubrik wurde von Michael Altinger verfasst.

## Running Gag
Ein Running Gag war die Präsentation der Sendung zu Beginn durch die imaginäre Fleischboutique Haltmeier, der „Fleischboutique Ihres Vertrauens“. Dabei wurde ein Presssack mit bayerischer Flagge im Bild gezeigt. Auch am Ende jeder Sendung folgte dieser fiktive Werbe-Spot, hinterlegt mit dem Grunzen eines Schweins.